# Liste der Biografien/Mob
Liste der Biografien |
Portal Biografien |
Personensuche
# |
A |
B |
C |
D |
E |
F |
G |
H |
I |
J |
K |
L |
M |
N |
O |
P |
Q |
R |
S |
T |
U |
V |
W |
X |
Y |
Z |
?
 
Ma |
Mb |
Mc |
Md |
Me |
Mf |
Mg |
Mh |
Mi |
Mj |
Mk |
Ml |
Mm |
Mn |
Mo |
Mp |
Mq |
Mr |
Ms |
Mt |
Mu |
Mv |
Mw |
Mx |
My |
Mz
 
Moa |
Mob |
Moc |
Mod |
Moe |
Mof |
Mog |
Moh |
Moi |
Moj |
Mok |
Mol |
Mom |
Mon |
Moo |
Mop |
Moq |
Mor |
Mos |
Mot |
Mou |
Mov |
Mow |
Mox |
Moy |
Moz
Die Liste der Biografien führt alle Personen auf, die in der deutschsprachigen Wikipedia einen Artikel haben. Dieses ist eine Teilliste mit 110 Einträgen von Personen, deren Namen mit den Buchstaben „Mob“ beginnt.

## Mob

### Moba
- Mobaeck, Daniel (* 1980), schwedischer Fußballspieler
- Mobakken, Øyvind (* 1966), norwegischer Skilangläufer
- Mobali, Iman (* 1982), iranischer Fußballspieler
- Mobarak, Ignazio (1876–1958), libanesischer Geistlicher, Erzbischof von Beirut
- Mobaraki, Masoud (* 1953), iranischer Radrennfahrer
- Mobärg, David (* 1999), schwedischer Freestyle-Skisportler
- Mobärg, Erik (* 1997), schwedischer Freestyle-Skier
- Mobarik, Nosheena, Baroness Mobarik (* 1957), britische Geschäftsfrau, Life Peer
- Mobasheri, Assadollah (1909–1990), persischer Jurist, Politiker, Journalist, Dichter und Übersetzer

### Mobb
- Möbbeck, Susi (* 1964), deutsche Politikerin (SPD) und Staatssekretärin

### Mobe
- Mobeck, Heida (* 1987), norwegische Jazz- und Improvisationsmusikerin (Tuba, Komposition) und Designerin
- Mobekk, Ivar (* 1959), norwegischer Skispringer
- Mobele, Djikoloum (* 1978), tschadischer Leichtathlet
- Moberg, Axel (1872–1955), schwedischer Orientalist und Hochschullehrer
- Moberg, Carl-Allan (1896–1978), schwedischer Musikwissenschaftler
- Moberg, Emilie (* 1991), norwegische Radrennfahrerin
- Moberg, Erik (* 1986), schwedischer Fußballspieler
- Moberg, Johan Christian (1854–1915), schwedischer Paläontologe und Geologe
- Moberg, Karl Adolf (1840–1901), finnischer Geologe
- Moberg, Lars-Erik (* 1957), schwedischer Kanute
- Moberg, Lennart (1918–1991), schwedischer Dreispringer
- Moberg, Osvald (1888–1933), schwedischer Turner
- Moberg, Peer (* 1971), norwegischer Segler
- Moberg, Per (* 1967), schwedischer Radrennfahrer
- Moberg, Susanne (* 1986), schwedische Fußballspielerin
- Moberg, Vilhelm (1898–1973), schwedischer SchriftstellerVilhelm Moberg (1898–1973)

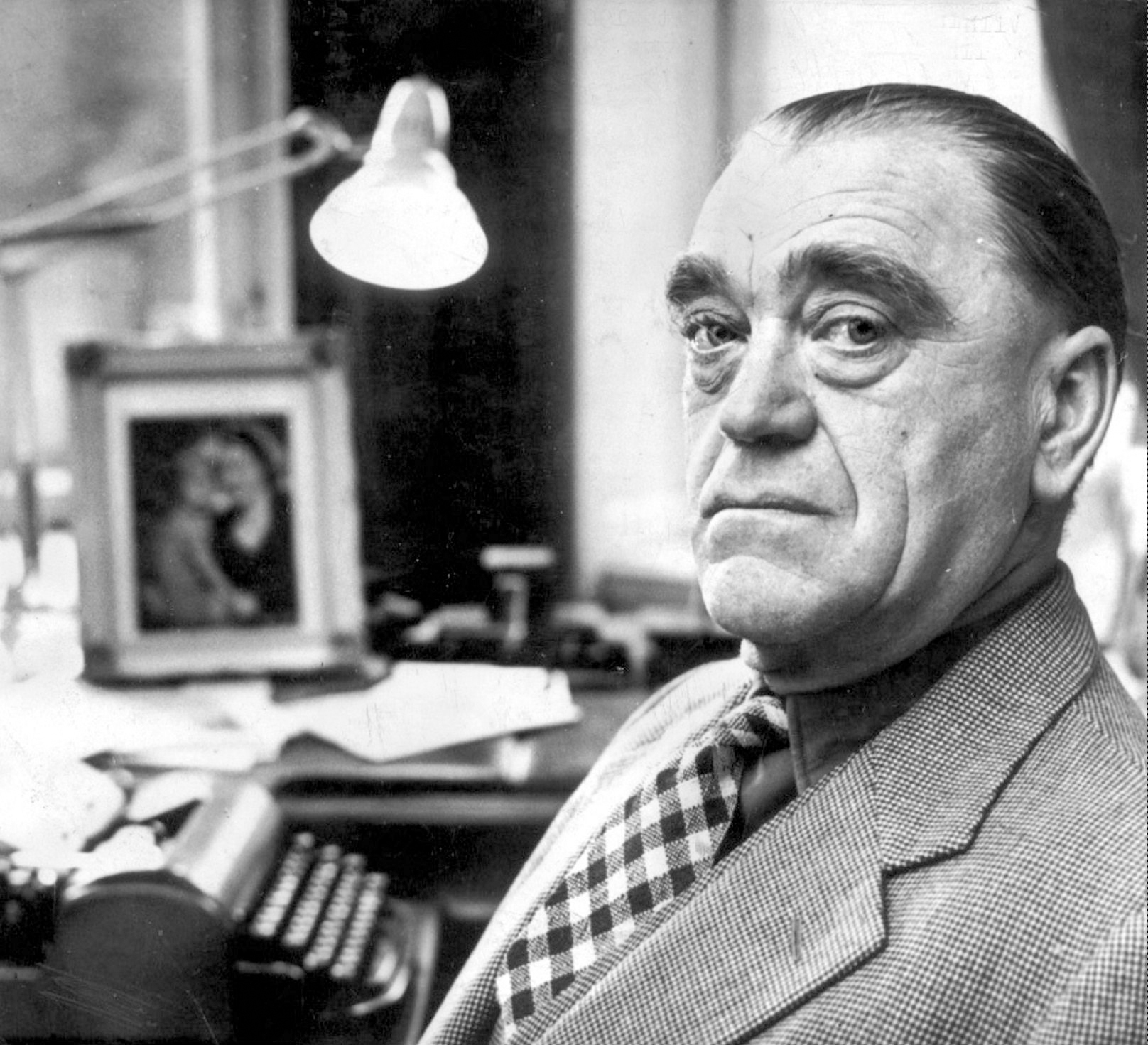
Vilhelm Moberg (1898–1973)

- Moberly, Charlotte Anne (1846–1937), englisch-britische Schuldirektorin und Autorin
- Moberly, Walter (1832–1915), britisch-kanadischer Ingenieur und Entdecker
- Möbes, Karin (* 1968), Schweizer Triathletin
- Möbes, Otto (1879–1963), österreichischer Gewerkschafter und Politiker (SPÖ)

### Mobi
- Mobiglia, Octavio (1923–2015), brasilianischer Schwimmer
- Mobiglia, Tullio (1911–1991), italienischer Jazzmusiker (Tenorsaxophon, auch Geige) und Bandleader
- Möbis, Antonie (1898–1976), deutsche Politikerin und Widerstandskämpferin gegen den Nationalsozialismus
- Möbis, Carolina (* 1979), deutsche Autorin
- Möbis, Harry (1930–2019), deutscher Staatssekretär der DDR, Offizier des MfS
- Mobitz, Woldemar (1889–1951), deutscher Mediziner
- Möbius, Adriana (* 1991), deutsch-ecuadorianisch-französische Schauspielerin und Synchronsprecherin
- Möbius, August Ferdinand (1790–1868), deutscher Mathematiker und Astronom an der Universität LeipzigAugust Ferdinand Möbius (1790–1868)

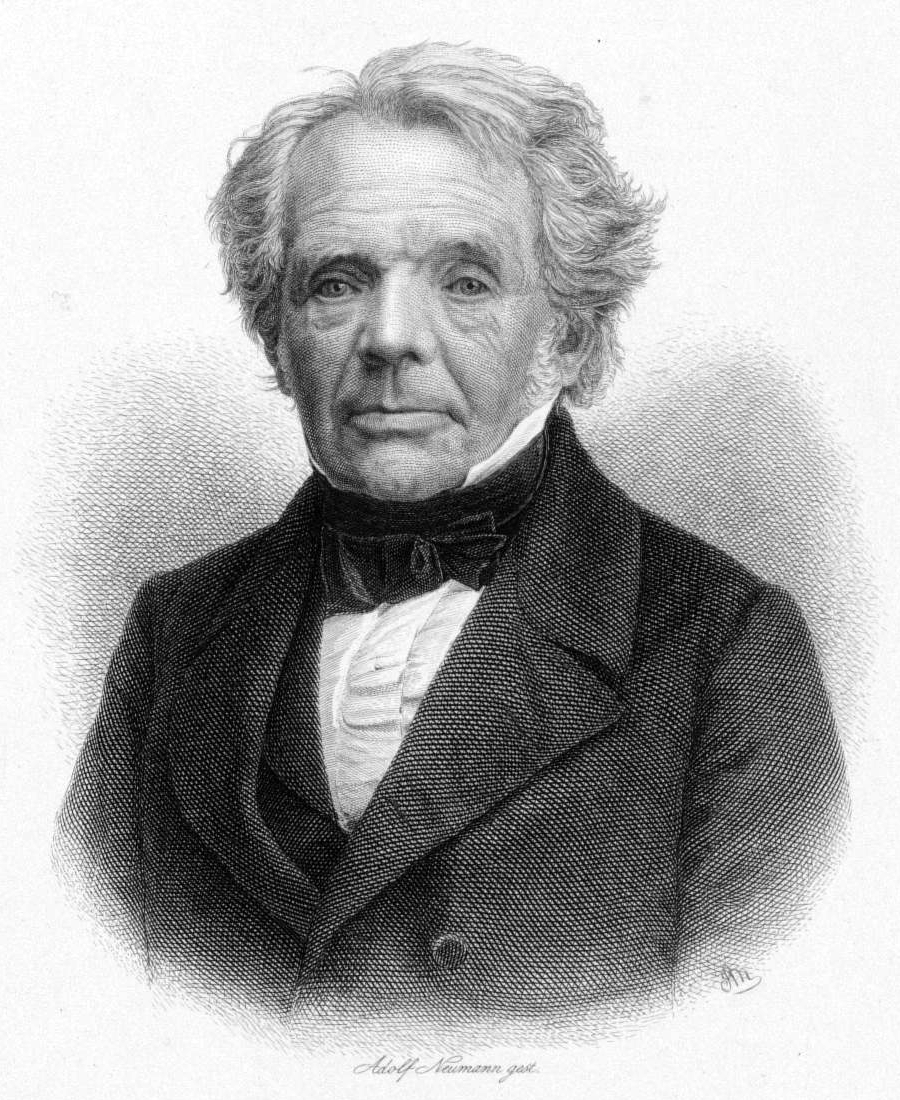
August Ferdinand Möbius (1790–1868)

- Möbius, Christian (* 1966), deutscher Politiker (CDU), MdL
- Möbius, Eberhard (1926–2020), deutscher Kabarettist, Schauspieler, Regisseur und Buchautor
- Möbius, Ernst (1871–1947), deutscher Parlamentarier, Richter und Verwaltungsbeamter im Fürstentum Reuß älterer Linie
- Möbius, Friedrich (1928–2024), deutscher Architektur- und Kunsthistoriker
- Möbius, Friedrich August (1869–1939), deutscher Lehrer und erzgebirgischer Mundartdichter
- Möbius, Georg (1616–1697), deutscher evangelisch-lutherischer Theologe
- Möbius, Gert (* 1943), deutscher Autor und Drehbuchautor
- Möbius, Gottfried (1611–1664), deutscher Mediziner
- Möbius, Günter (1928–2015), deutscher Sportfunktionär
- Möbius, Hanno (* 1941), deutscher Germanist und Medienwissenschaftler
- Möbius, Hans (1895–1977), deutscher Klassischer Archäologe
- Möbius, Hans-Heinrich (1929–2011), deutscher Chemiker
- Möbius, Helga (* 1935), deutsche Kunsthistorikerin, Hochschullehrerin und Autorin
- Möbius, Joeline (* 1992), deutsche Kunstturnerin
- Möbius, Justin (* 1997), deutscher Fußballspieler
- Möbius, Karl (1876–1953), deutscher Bildhauer
- Möbius, Karl August (1825–1908), deutscher Zoologe und Ökologe
- Möbius, Karl Heinz (1913–1976), deutscher katholischer Theologe, Priester und Marinepfarrer
- Möbius, Klaus (1936–2024), deutscher Physiker
- Möbius, Kurt (1908–1993), deutscher Chemiker
- Mobius, Mark (* 1936), US-amerikanischer Portfoliomanager
- Möbius, Martin (1859–1946), deutscher Botaniker
- Möbius, Martin (* 1888), deutscher Verwaltungsjurist, Präsident des Gauarbeitsamtes Sachsen
- Möbius, Max (1901–1978), deutscher Maler und Grafiker
- Möbius, Paul (1825–1889), deutscher Schriftsteller und Pädagoge
- Möbius, Paul (1866–1907), deutscher Architekt des Jugendstils
- Möbius, Paul Julius (1853–1907), deutscher Neurologe, Hochschullehrer, AutorPaul Julius Möbius (1853–1907)

Paul Julius Möbius (1853–1907)

- Möbius, Peter (1941–2020), deutscher Fernseh- und Bühnenautor, Zeichner und Bühnenbildner
- Möbius, Regine (* 1943), deutsche Schriftstellerin
- Möbius, Reinhold (1898–1980), österreichischer Politiker (CSP, VF), Abgeordneter zum Nationalrat
- Möbius, Renate (1952–2013), deutsche Politikerin (SPD), MdBB
- Möbius, Richard (1859–1945), deutscher Architekt und Baubeamter
- Möbius, Rudolf (* 1921), deutscher Fußballspieler
- Möbius, Sascha (* 1968), deutscher Historiker
- Möbius, Theodor (1821–1890), deutscher Skandinavist und Germanist
- Möbius, Tommy (* 1975), deutscher Koch
- Möbius, Walter (1900–1959), deutscher Fotograf
- Möbius, Walter (1902–1979), deutscher Maler und Grafiker
- Möbius, Walter (* 1937), deutscher Arzt, Hochschullehrer und Buchautor
- Möbius, Wilfried (1914–1996), deutscher Gynäkologe und Geburtshelfer
- Möbius, Willy (1879–1964), deutscher Physiker

### Mobl
- Mobley, Bill (* 1953), US-amerikanischer Jazz-Trompeter
- Mobley, Carlton (1906–1981), US-amerikanischer Politiker
- Mobley, Cuttino (* 1975), US-amerikanischer Basketballspieler
- Mobley, Evan (* 2001), US-amerikanischer BasketballspielerEvan Mobley (* 2001)

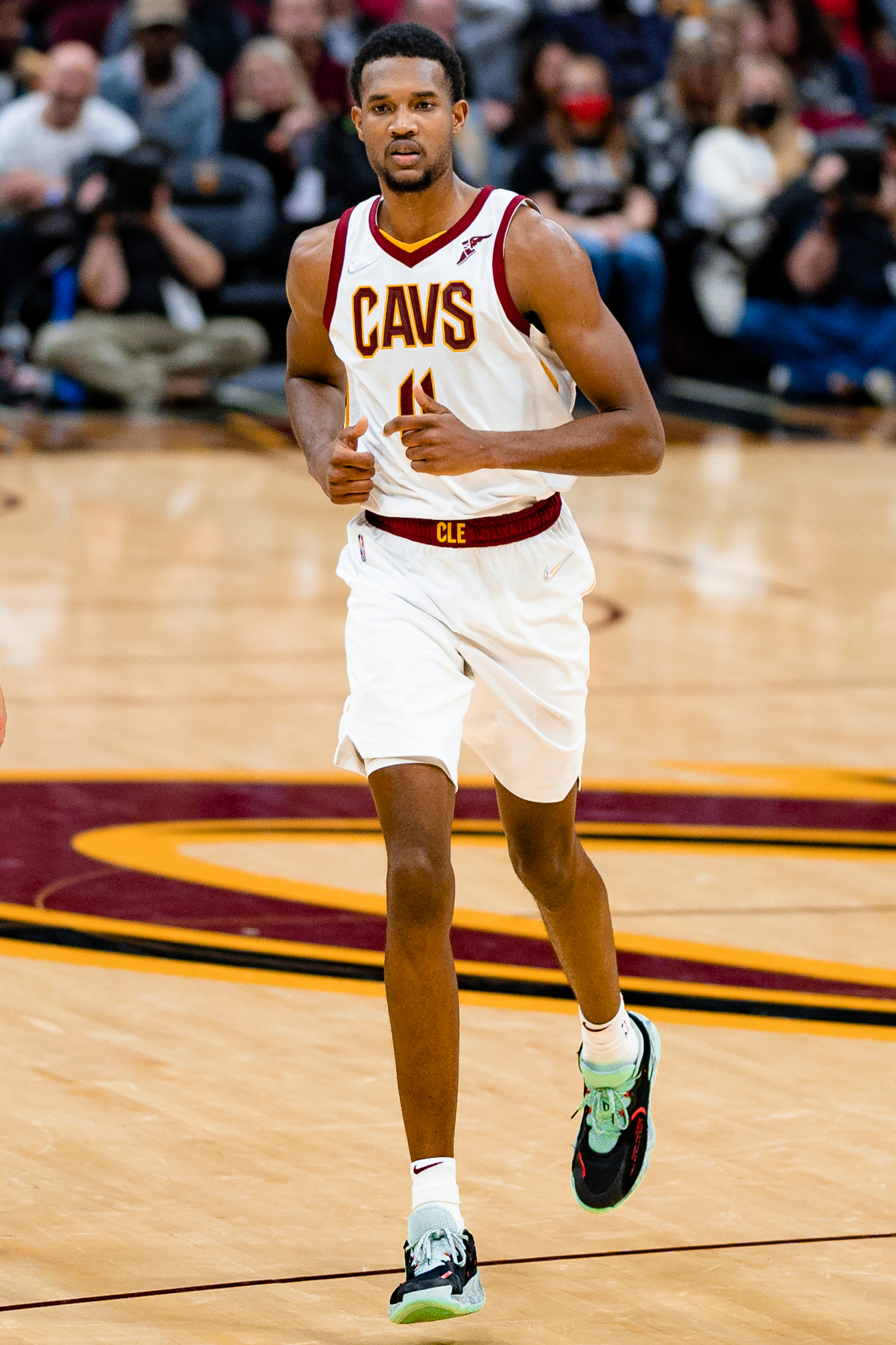
Evan Mobley (* 2001)

- Mobley, Frank (1868–1956), englischer Fußballspieler
- Mobley, Hank (1930–1986), US-amerikanischer Jazzmusiker (Tenorsaxophonist, Komponist)
- Mobley, Mary Ann (1937–2014), US-amerikanische Schauspielerin und Miss America

### Mobo
- Mobo, Gao (* 1952), australischer Sinologe und Hochschullehrer
- Moborg, Andreas (* 1977), schwedischer Eishockeyspieler

### Mobr
- Mobraaten, Tom (1910–1991), kanadischer Skispringer
- Mobrici, Matteo (* 1989), italienischer Musiker

### Mobs
- Möbs, August (1908–1944), deutscher Fußballspieler
- Möbs, Stefan (* 1956), deutscher Diplomat

### Mobu
- Mobulu, Ridge (* 1991), kongolesischer (DR Kongo) Fußballspieler
- Möbus, Christiane (* 1947), deutsche Künstlerin und Hochschullehrerin
- Möbus, Frank (1958–2015), deutscher Literaturwissenschaftler und Schriftsteller
- Möbus, Frank (* 1966), deutscher Jazzgitarrist und Komponist
- Möbus, Gerhard (1912–1965), deutscher Pädagoge, Politologe und Hochschullehrer
- Möbus, Günter (1923–2009), deutscher Geologe
- Möbus, Hendrik (* 1976), deutscher Neonazi, Musiker und verurteilter Mörder
- Möbus, Karlheinz (1938–2014), deutscher Diplomat, Botschafter der DDR
- Möbus, Marcel (* 1976), deutscher Radrennfahrer
- Möbus, Nicolas (* 1998), deutscher Basketballspieler
- Möbus, Peter (* 1954), deutscher Maler
- Möbus, Ronald, deutscher Rechtsextremist und Musiker
- Möbus, Walter (* 1947), deutscher Politiker (CDU), MdV, MdL
- Möbuß, Susanne (* 1963), deutsche Philosophin
- Möbusz, Albin (1871–1934), deutscher Pädagoge und Esperantist
- Möbusz, Rüdiger (1940–1993), deutscher Politiker (SPD), MdL
- Mobutu Sese Seko (1930–1997), kongolesischer Politiker, Präsident Zaires (1965–1997)

### Moby
- Moby (* 1965), US-amerikanischer Musiker, Sänger, DJ und MusikproduzentMoby (* 1965)

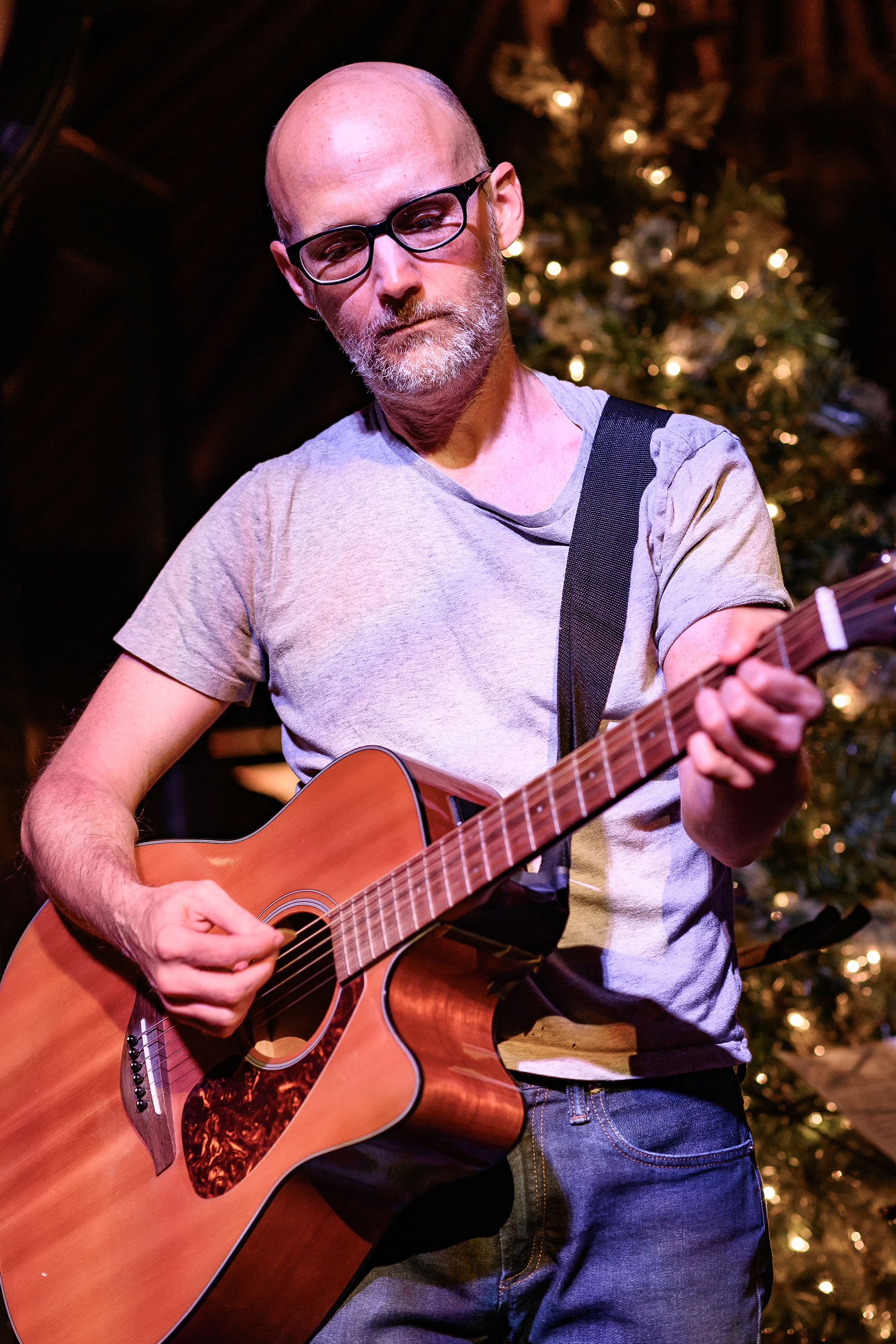
Moby (* 1965)